# Nikolaos Triantafyllakos

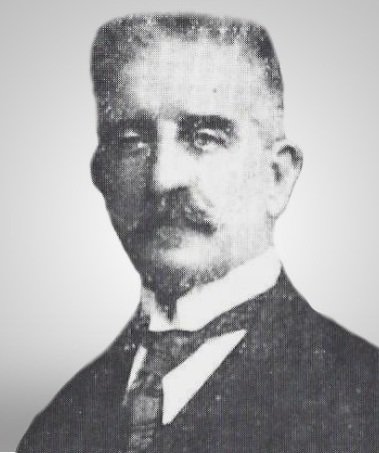
Nikolaos Triantafyllakos

Nikolaos Triantafyllakos (griechisch Νικόλαος Τριανταφυλλάκος Nikolaos Triandafyllakos, * 28. August 1855; † 16. September 1939) war ein Politiker und griechischer Ministerpräsident.

## Abgeordneter und Minister
Triantafyllakos begann seine politische Laufbahn mit der Wahl zum Abgeordneten der Nationalversammlung (Voulí ton Ellínon). Dort vertrat er die Interessen der Präfektur Arkadien.
Von November 1901 bis Dezember 1902 war er Innenminister im zweiten Kabinett von Alexandros Zaimis. Dieses Amt übte er auch von August 1909 bis Januar 1910 im Kabinett von Kiriakoulis Mavromichalis sowie von März bis August 1915 in der Regierung von Dimitrios Gounaris aus.
Später war er Hoher Kommissar von Griechenland in Konstantinopel.

## Ministerpräsident und Unruhen vom September 1922
Nach dem Rücktritt von Ministerpräsident Petros Protopapadakis am 8. September 1922 aufgrund der Niederlagen der griechischen Armee im Griechisch-Türkischen Krieg, Gebietsverlusten an die Jungtürken während des Kriegs in Kleinasien, beginnenden Unruhen in Athen sowie dem Scheitern des ehemaligen Ministerpräsidenten Nikolaos Kalogeropoulos bei der Regierungsbildung wurde er am 10. September von König Konstantin I. mit der Bildung einer neuen Regierung beauftragt. Als Ministerpräsident übernahm er zusätzlich das Amt des Kriegsministers.
In der Folgezeit wuchsen die Unruhen unter der Bevölkerung an. Nach der Revolte in der Kaserne von Thessaloniki wurde am 26. September das Kriegsrecht erklärt. Im Anschluss daran forderten die Offiziere der Garnison die Abdankung des Königs und die Verhaftung der früheren Ministerpräsidenten Dimitrios Gounaris und Nikolaos Stratos. Diesen Forderungen schlossen sich in den darauf folgenden Tagen auch die Truppen auf den Inseln Lesbos, Chios und Kreta an. In der Garnison von Mytilini wurde unter Oberst Stylianos Gonatas ein Revolutionskomitee gebildet, das den Rücktritt der Regierung, die Auflösung des Parlaments, das Abhalten von Neuwahlen und die Abdankung des Königs zu Gunsten des Kronprinzen Georg forderte.
Nach dem schließlich Kanonenboote der Garnison von Mytilini den Athener Hafen Piräus belagerten, trat Triantafyllakos mit seinem Kabinett am 29. September 1922 zurück. Am gleichen Tag dankte auch König Konstantin I. zum zweiten Mal nach 1917 ab und überließ seinem Sohn Georg den Thron.
Triantafyllakos zog sich anschließend aus dem politischen Leben zurück.